# Лос Аламос (Калифорнија)
Лос Аламос (енгл. Los Alamos) насељено је место без административног статуса у америчкој савезној држави Калифорнија.

## Демографија
По попису из 2010. године број становника је 1.890, што је 518 (37,8%) становника више него 2000. године.
| Група             | 2000.       | 2010.         |
| Белци             | 838 (61,1%) | 1.057 (55,9%) |
| Афроамериканци    | 3 (0,2%)    | 5 (0,3%)      |
| Азијати           | 10 (0,7%)   | 32 (1,7%)     |
| Хиспаноамериканци | 476 (34,7%) | 773 (40,9%)   |
| Укупно            | 1.372       | 1.890         |